# كأس الاتحاد الإفريقي 1997
كأس الاتحاد الإفريقي 1997 هي النسخة السادسة من بطولة كأس الاتحاد الإفريقي.
وتوج بها الترجي التونسي على حساب بترو إتليتيكو الأنغولي

## ربع النهائي
| المنافس               | النتيجة             | المنافس 2             |
| الأحد 7 سبتمبر 1997   | الأحد 7 سبتمبر 1997 | الأحد 7 سبتمبر 1997   |
| --------------------- | ------------------- | --------------------- |
| دي أس أي انتاناناريفو | 0 : 0               | ياسبر يونايتد         |
| النجم الساحلي         | 4 : 1               | كوتون سبورت اف سي     |
| كامبالا سيتي          | 2 : 2               | ليوباردز              |
| بترو إتليتيكو         | 2 : 0               | إتحاد عين البيضاء     |
| الأحد 21 سبتمبر 1997  |                     |                       |
| ياسبر يونايتد         | 2 : 0               | دي أس أي انتاناناريفو |
| كوتون سبورت اف سي     | 3 : 1               | النجم الساحلي         |
| ليوباردز              | 0 : 1               | كامبالا سيتي          |
| إتحاد عين البيضاء     | 1 : 3               | بترو إتليتيكو         |

## نصف النهائي
| المنافس              | النتيجة              | المنافس 2            |
| الأحد 12 أكتوبر 1997 | الأحد 12 أكتوبر 1997 | الأحد 12 أكتوبر 1997 |
| -------------------- | -------------------- | -------------------- |
| كامبالا سيتي         | 1 : 3                | النجم الساحلي        |
| ياسبر يونايتد        | 2 : 1                | بترو إتليتيكو        |
| الأحد 26 أكتوبر 1997 |                      |                      |
| بترو إتليتيكو        | 4 : 1                | ياسبر يونايتد        |
| النجم الساحلي        | 6 : 0                | كامبالا سيتي         |

## النهائي
| بترو إتليتيكو | 1–0   | النجم الساحلي |
| ------------- | ----- | ------------- |
|               | تقرير |               |

| النجم الساحلي | 2–0   | بترو إتليتيكو |
| ------------- | ----- | ------------- |
|               | تقرير |               |